# هازاس دي كيستو
بلدية هازاس دي كيستو (بالإسبانية: Hazas de Cesto)‏، هي إحدى بلديات منطقة كانتابريا, المصنفة على أنها مقاطعة أيضاً، في شمال إسبانيا.
يبلغ عدد سكانها 1.247 نسمة وفقاً لإحصائية سنة (2002).